# Terracina
Terracina is een gemeente in de Italiaanse provincie Latina (regio Lazio) en telde in 2017 ruim 46.000 inwoners. 

## Geschiedenis
De plaats viel eerst onder de Etrusken en daarna onder de Volsci die de plaats Anxur noemden. Het was een volledig ommuurde stad die rond 400 v.Chr. definitief in de Romeinse invloedssfeer kwam. In 329 v.Chr. werd de stad een Romeinse kolonie (Colonia Anxurnas) in het kader van de zuidelijke expansie van Rome. Terracina lag aan de Via Appia op 102 km van Rome en 135 km van Napels en dit droeg bij tot de groei van de stad. Terracina was een landbouwcentrum maar bezat ook een zeehaven. Onder Sulla werden de tempel van Jupiter Anxur en een theater gebouwd. Een tweede grote bouwfase volgde tussen de eerste en de tweede eeuw. De lokale magistraat Aulus Aemilius liet het forum aanleggen. Keizer Trajanus liet de haven uitbreiden, een groot stuk rots weghakken om de Via Appia recht te trekken (Pisco Montano) en de Trajaanse Poort optrekken. Tijdens de Romeinse tijd groeide de stad tot in de vlakte en tot aan de zee. In de vijfde eeuw werd ook het lagere deel van de stad ommuurd.
Tijdens de middeleeuwen raakte de stad in verval. De nabijgelegen moerassen zorgden voor de verspeiding van malaria. Er kwam een nieuwe stadsmuur die de oude muur gebouwd onder de Volsci en de Romeinen verving. Pas aan het einde van de achttiende eeuw, bij de gedeeltelijke drooglegging van de Pontijnse moerassen onder paus Pius VI, leefde de stad weer op. De oude stadsversterkingen verdwenen of werden verwerkt in andere gebouwen. Er werd volop gebouwd in de lage stad en ook de nieuwe wijk Borgo Pio ontstond. Tijdens de Tweede Wereldoorlog liep de stad behoorlijk veel schade op. 
Al vroeg kwam er een bisschop in Terracina, mogelijk al in de eerste eeuw. Ook nu nog is de stad co-zetel van het bisdom Latina-Terracina-Sezze-Priverno.

## Stadsbeeld
Het oude centrum ligt op de westelijke flank van de Sant'Angelo. Lager lagen oorspronkelijk moerassen, hier Cannete genoemd. Bezienswaardigheden uit de Romeinse tijd zijn het Emiliano Forum en de Via Appia die hier nog gedeeltelijk zichtbaar is. Verder is er de tempel van Jupiter Anxur. Uit latere eeuwen zijn de kathedraal en het bisschoppelijk paleis. 

### Afbeeldingen

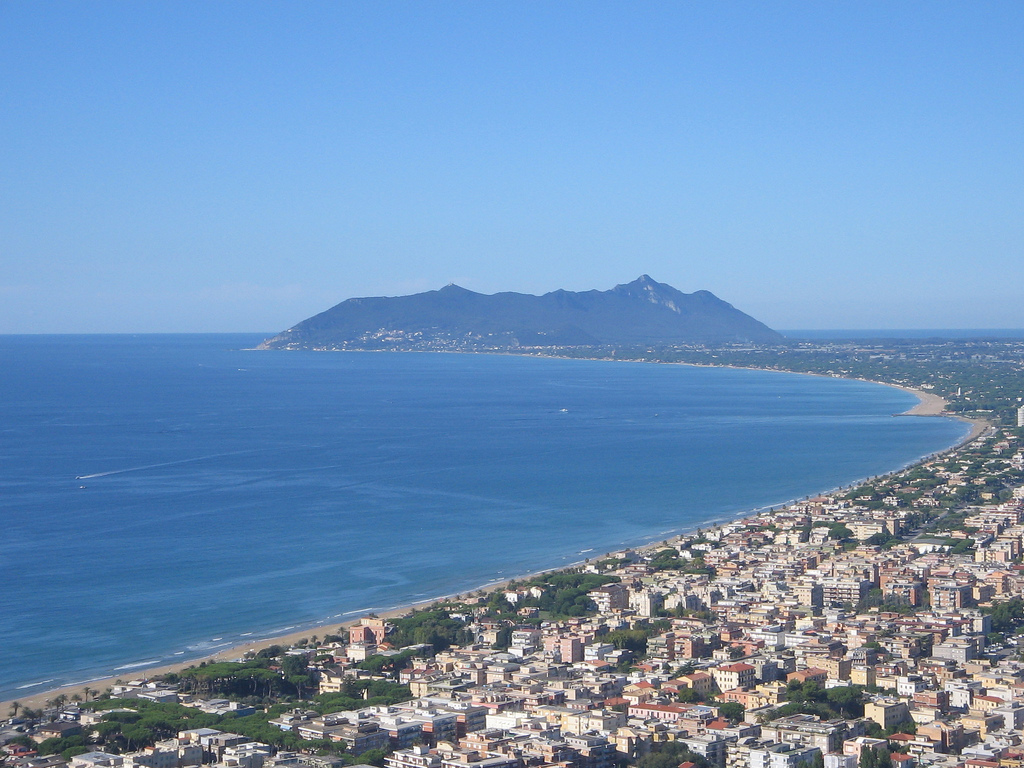
Terracina met de Golf van Gaeta
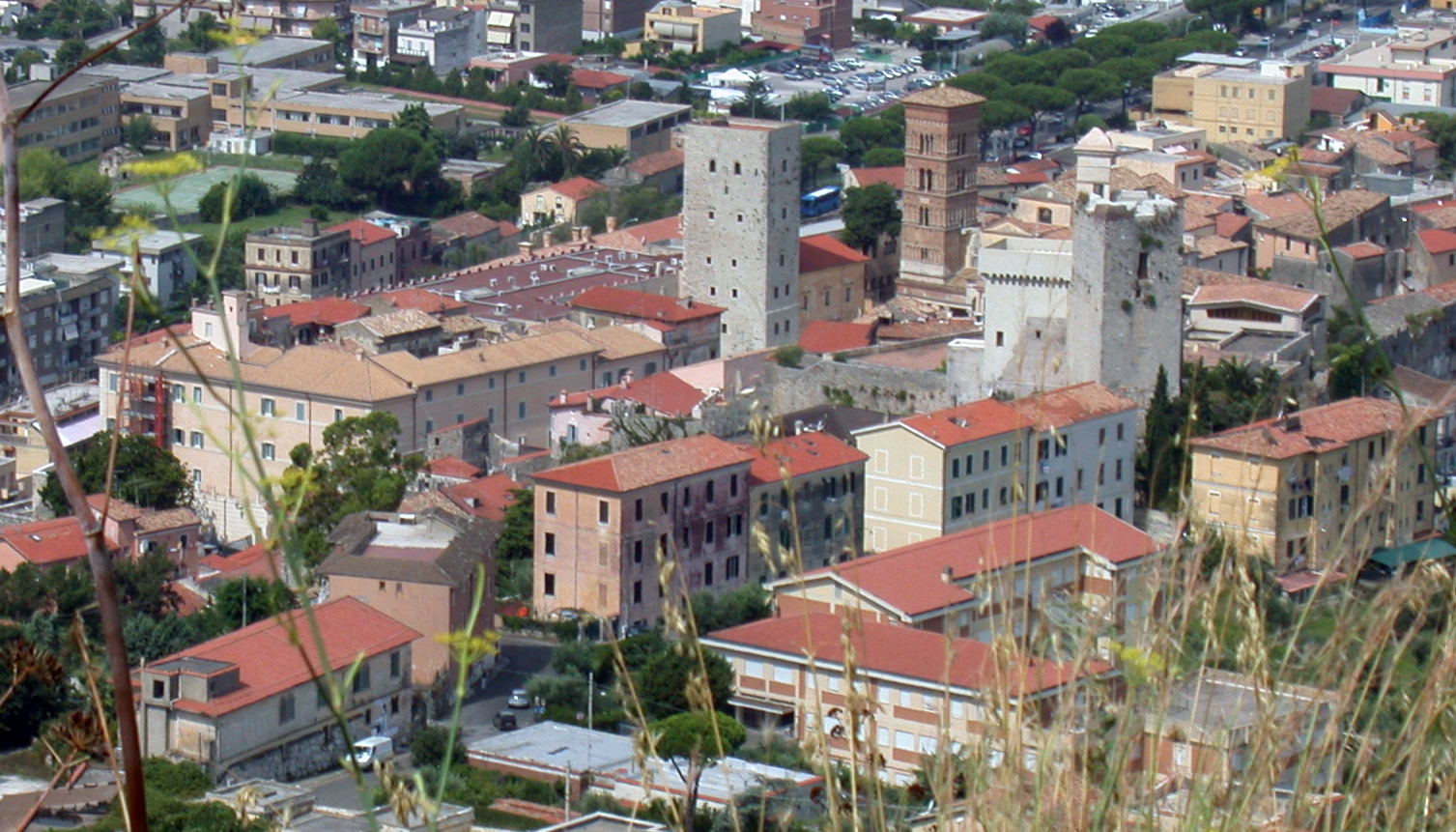
Centrum van Terracina
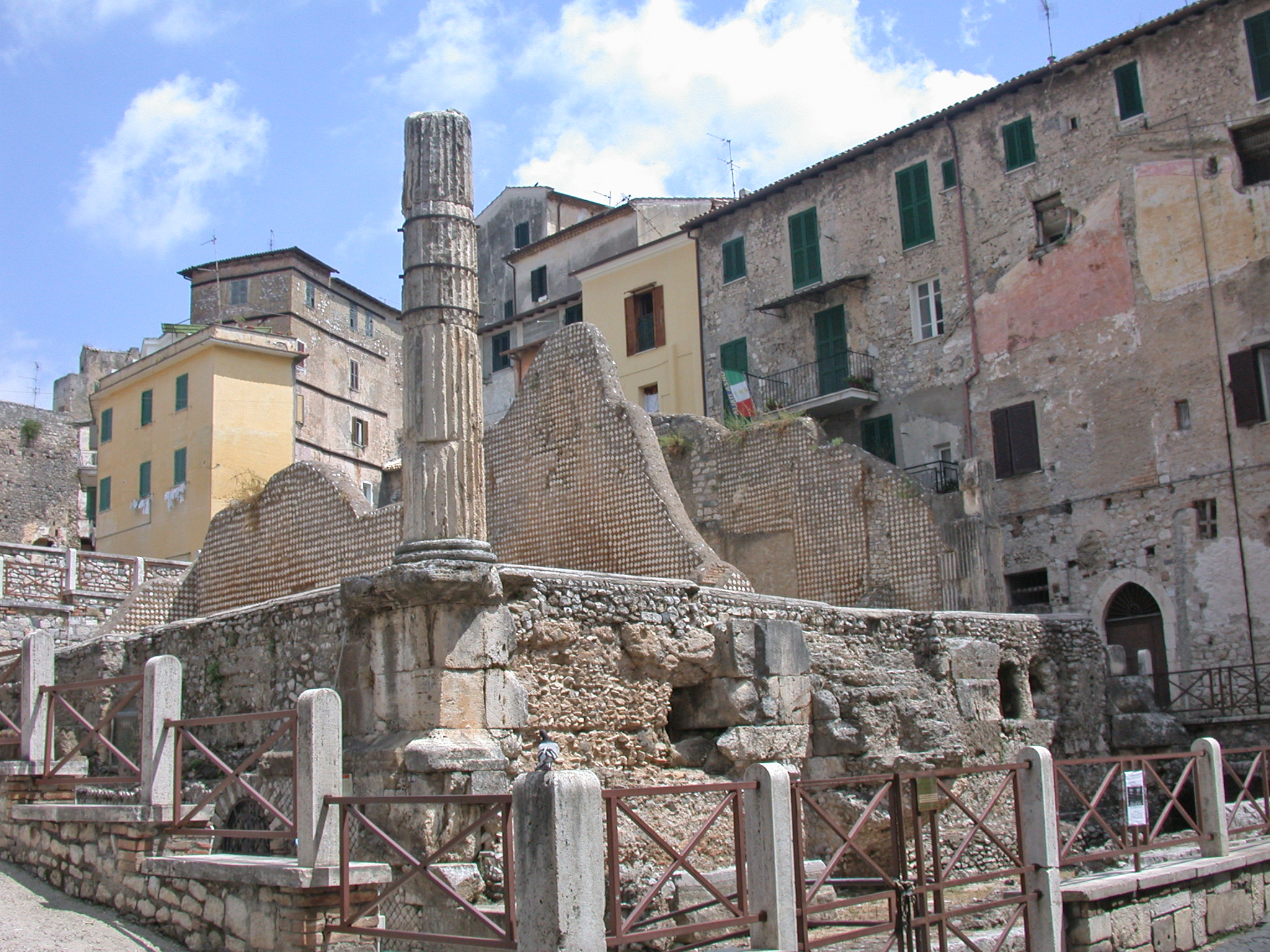
Capitool van Terracina
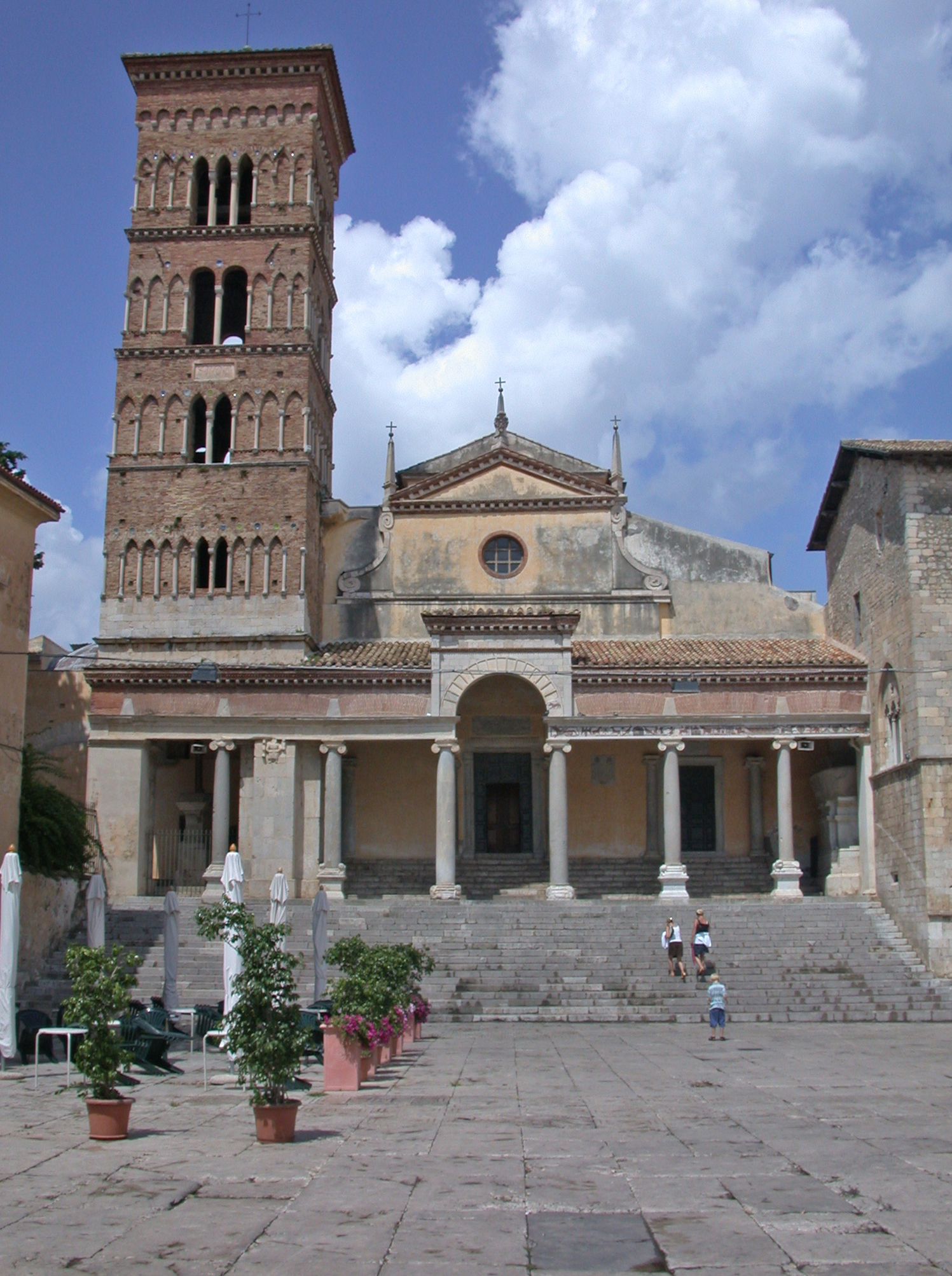
Dom van Terracina
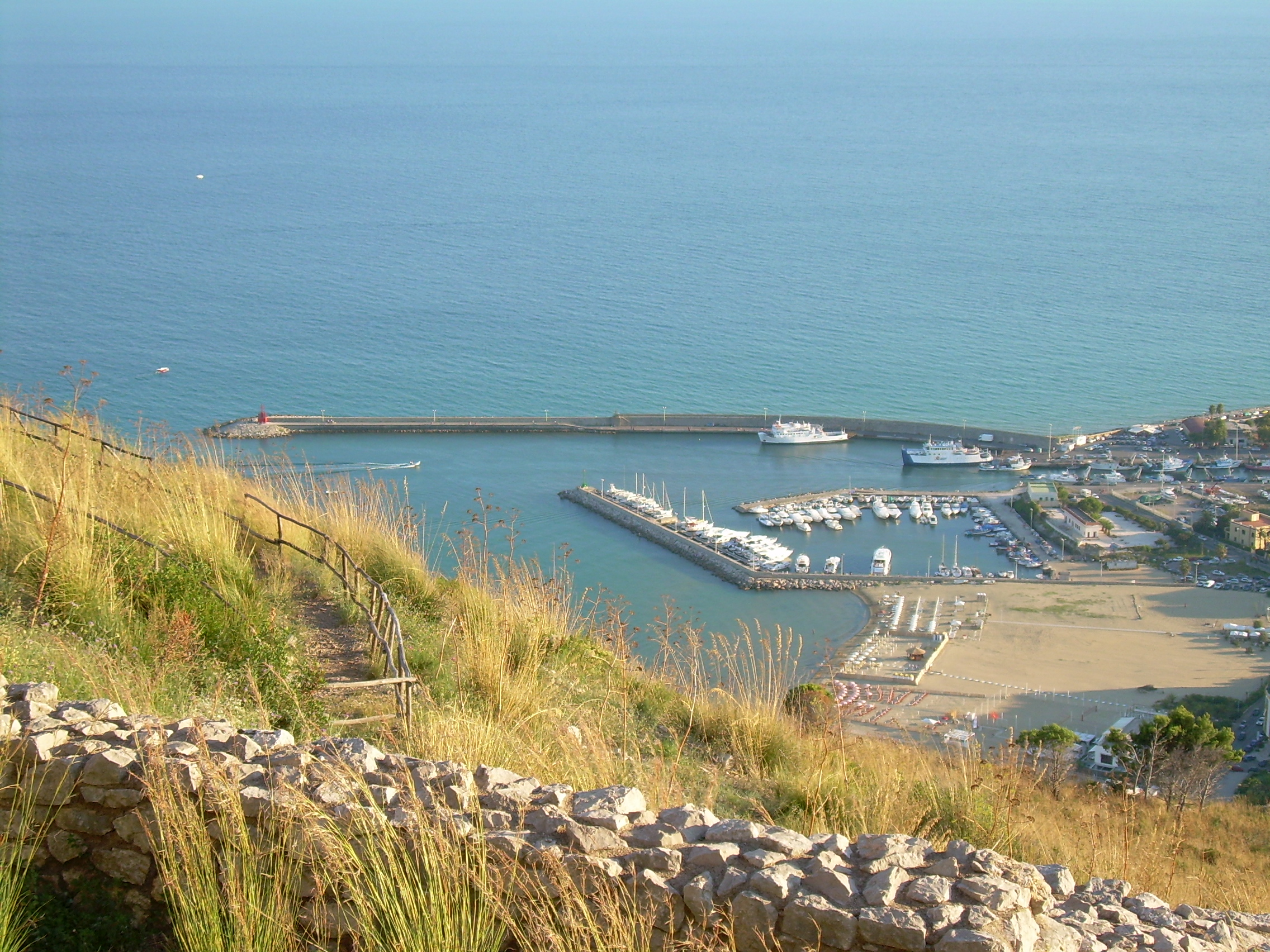
Haven van Terracina

## Geografie
De gemeente ligt tussen de Tyrreense Zee en de uitlopers van het Ausonigebergte. Het centrum van de gemeente ligt op ongeveer 22 m boven zeeniveau.
Terracina grenst aan de volgende gemeenten: Fondi, Monte San Biagio, Pontinia, Sabaudia, San Felice Circeo, Sonnino.

## Demografie
Het aantal inwoners steeg in de periode 1991-2015 met 23,7% volgens ISTAT.
| Jaar | Inwoner -aantal |
| ---- | --------------- |
| 1991 | 37.077          |
| 2001 | 36.633          |
| 2011 | 44.657          |
| 2013 | 45.422          |
| 2015 | 45.850          |
| 2017 | 46.323          |

### Bekende (ex-)inwoners
- Servius Sulpicius Galba (3 v. Chr.-69), keizer
- Elisabetta Fiorini Mazzanti (1799–1879), plantkundige
- Domenico Sanguigni (1809–1882), kardinaal
- Giuseppe Fatigati (1906–1975), cinematograaf
- Paolo Di Vecchia (1942), natuurkundige
- Rosario Giuliani (1967), jazzsaxofonist
- Alessio Sartori (1976), roeier